# 朱利安·許納貝
朱利安·許納貝（英語：Julian Schnabel，1951年10月26日—），美國藝術家及電影導演，曾於2008年獲得第65屆金球獎最佳導演獎項並提名第80屆奧斯卡金像獎最佳導演獎。

## 早年生活
許納貝出生於紐約市布魯克林，父母親分別為傑克·許納貝和艾絲塔，年幼時隨家庭搬到德州布朗斯維爾。雖然是猶太人，但是依然在天主教聖母小昆仲會學校就讀。他童年時期在布朗斯維爾長大，也在此學到了衝浪，並且決心成為藝術家。
許納貝在休士頓大學拿到了美術學士學位，畢業後，他向惠特尼美術館的獨立學習系統申請進入，後來馬上被核准。在藝術世界打滾之餘，許納貝也曾擔任快餐廚師，時常出入夜店，同時進行藝術創作。1975年，休士頓當代美術館展出許納貝的第一場個人展，而在接下來的幾年許納貝也常到歐洲旅行，所以也吸收了安東尼·高第、塞·湯伯利、約瑟夫.波依斯的藝術創作風格。

## 導演生涯
在藝術創作之外，許納貝也有從事電影工作。他的首部電影《輕狂歲月》，是畫家尚-米榭·巴斯奇亞的傳記電影。第二部作品《在夜幕降臨前》則描述古巴詩人雷納多·阿里納斯的故事，此部電影許納貝自導自製。第三部電影《潛水鐘與蝴蝶》，讓許納貝獲得了第60屆坎城影展最佳導演獎，金球獎、獨立精神獎最佳導演獎，奧斯卡金像獎最佳導演獎提名，可說是他最成功的作品。

## 私人生活
許納貝目前居住在紐約市，而他在長島蒙淘克、西班牙聖賽巴斯提安都有畫室。
第一任妻子為服裝設計師賈桂琳·保蘭（Jacqueline Beaurang），兩人育有三個子女：大兒子維托（Vito Schnabel）為藝術經銷商、大女兒蘿拉（Lola Schnabel）是一名畫家和電影工作者、小女兒史黛拉（Stella Schnabel）則為詩人和女演員。此外，許納貝與第二任妻子歐拉茲·洛佩茲·賈曼狄亞（Olatz López Garmendia）育有兩個兒子：塞（Cy Schnabel）和歐莫（Olmo Schnabel）。賈曼狄亞曾出演《在夜幕降臨前》和《潛水鐘與蝴蝶》兩部電影，其中在《潛水鐘與蝴蝶》裡她飾演男主角讓-多米尼克·鮑比的身體治療師。
許納貝可以講一口流利的西班牙語。

## 導演作品
- 《輕狂歲月（英语：Basquiat (film)）》（1996年）
- 《在夜幕降臨前》（2000年）
- 《潛水鐘與蝴蝶》（2007年）
- 《盧·里德的柏林（英语：Berlin: Live at St. Ann's Warehouse）》（2007年；演唱會電影和現場專輯）
- 《世上最美的奇蹟（英语：Miral）》（2010年）
- 《梵谷：在永恆之門》（2018年）
- 《但丁之手》（2025年）

## 外部連結
- 朱利安·許納貝在互联网电影资料库（IMDb）上的資料（英文）
- 朱利安·許納貝在豆瓣上的资料（简体中文）

| 獎項                              | 獎項                | 獎項                              |
| --------------------------------- | ------------------- | --------------------------------- |
| 前任： 馬丁·史柯西斯 《神鬼無間》 | 金球獎最佳導演 2007 | 繼任： 丹尼·波爾 《貧民百萬富翁》 |